# قلعه: جنگ‌های صلیبی بی نهایت
قلعه: جنگ‌های صلیبی بی‌نهایت (به انگلیسی: Stronghold: Crusader Extreme) یکی از بازی‌های سری استراتژی قلعه، ساخت استودیوی فایرفلای است که در سال ۲۰۰۸ منتشر شد. بازی شامل بیست مرحله هست که با رد شدن از هر مرحله بازی به شدت سخت می‌شود به‌طوری‌که در مرحله آخر تمام خلفا و پادشاهان علیه شما هستند.

## سربازان
سربازان اروپایی
- شمشیرزن
- کمان‌ دار
- نیزه دار
- برده
- گرزدار
- کمان زنبورکی دار
- تبرزین دار
- شمشیرزن
- شوالیه

سربازان مسلمان
- شمشیرزن سواره عرب
- کمان‌دار عرب
- پرچم دار عرب
- برده
- فلاخن دار
- آدمکش (نیروی ویژه عرب)
- سوارکار تیرانداز
- شمشیرزن عرب
- قلاب سنگ دارعرب
- آتش انداز

## شخصیت‌های جدید
- شاه فیلیپ
- امیر
- نظیر(شاهزاده مصر )
- داروغه
- آبوت
- مارشال
- فردریک بارباروسا
- وزیر